# ディス・イズ・ザ・ワン
『ディス・イズ・ザ・ワン』は、2009年3月から5月にかけてアメリカ合衆国並びに日本でリリースされた日本の歌手/ソングライターUtadaの英語によるセカンド・アルバム。日本では3月14日にCDリリース、全米ではデジタル・ダウンロードでのリリースが3月24日、CDでのリリースが5月12日にされた。

## リリース
前作『EXODUS』より約4年半ぶりのリリースとなるUtada名義でのセカンド・アルバム。日本での発売日は当初2009年3月4日の予定だったが、アルバム完成が遅れたために3月14日にリリースされた。なお、日本における一般的なCDの発売日は水曜日だが、今作は土曜日という特殊な発売日となっている。アメリカ合衆国におけるリリースは、デジタル配信が2009年3月24日、CD発売が5月12日。
3月25日にアメリカのiTunes Store Album Chart（US）で総合部門19位、ポップス部門2位を記録しており、これは現時点での日本人最高記録である。また4月11日付のビルボード200では、デジタル配信のみの売上で178位に初登場（前作「エキソドス」は最高位160位）、さらにCD発売後の5月30日付のビルボード200では、デジタル配信とCD発売が2ヶ月ほどずれたにもかかわらず、69位という記録を残している。邦人アーティストが同チャート100以内に入るのはLOUDNESSが1986年にアルバム『LIGHTNING STRIKES』で64位を記録して以来、23年ぶり。ビルボード200において100位内に入った7人目の邦人アーティストとなった。

## 製作
Utadaは2007年秋頃、自身の日記で「向こうの会社（ユニバーサル ミュージック）の人と次のアルバムの打ち合わせをした」「次の日本語のアルバム（『HEART STATION』）と英語のアルバムを同時進行でつくっているようなもんだから」などと制作をほのめかしていることから、『HEART STATION』制作と同時期にUtada セカンド・アルバムの製作段階に入っていたということが分かる。
これは『HEART STATION』に収録された「Prisoner Of Love」は、英語のアルバム用に制作され英語詞も書かれていたことや、アルバムリリース時の雑誌のインタビューでは、「そろそろやらないといけない」と思っている事や、今後の予定を聞かれ「次は英語のアルバムかな」と話していたことからも推察できる。
また2008年5月には突如ネット上で「アップル・アンド・シナモン」というタイトルのみが流出。それから半年以上が経過した2009年1月に自身のオフィシャル・サイトで、アルバムからのファースト・シングル「カム・バック・トゥ・ミー」を公開。セカンド・アルバム『ディス・イズ・ザ・ワン』のリリースを正式に発表した。
収録曲数は10曲。プロデューサーにはスターゲイトやブリトニー・スピアーズなどを手掛けたトリッキー・スチュワートなどが参加しており、10曲のうちスターゲイトは6曲、トリッキー・スチュワートは4曲をプロデュースしている。
トリッキー・スチュワートとは数日間じっくり方向性について議論を交わしたが、スターゲイトとは正味1時間ほどしか会っていなく、ほぼデータのやりとりのみだったと言う。しかしこれについてスターゲイトは「未来的だ」と子供のように言っていたという。
また今作についてUtadaは、これがUtadaのデビューアルバムのような気持ちで、完成された、聞きやすい自然な出来になったと述べている。基本に帰り、凝っていない、素直で自信とユーモアに溢れた作品で、前作に比べ自分が今何をしているか理解できるようになった、大人になったと語っている。

## 楽曲について
1. オン・アンド・オン - On & On
独立記念日にアトランタでレコーディングしたため、その騒がしくにぎやかな様子が曲に現れたと述べている。また、歌詞に「ゲイ・パレード」という一節があるなど、遊び心満載の弾けた曲であるとも語っている[3]。
2. メリークリスマス・ミスター・ローレンス - FYI - Merry Christmas Mr. Lawrence
坂本龍一の「Merry Christmas, Mr. Lawrence」をサンプリングしているが、「どうしても聴いて欲しい」というStargateからの強い要望から発案された[3]。アルバムの最終的な方向性を決定付けた曲で、力強く、確かなメッセージ性のある、今の自分にフィットした、「Utada」を紹介するにはもってこいの曲だという。
2007年12月にデモを取ったが非常に難しい楽曲で、当時は出来に満足がいかなかったが、数ヶ月前に歌詞が浮かんで、メロディーも従来のものから変更した結果非常に良いものになったとのこと。歌詞には六字大明呪が含まれていたり、テレビドラマ『スタートレック』の主要人物ジャン＝リュック・ピカードに言及している。
3. アップル・アンド・シナモン - Apple And Cinnamon
2008年5月頃に突如タイトルのみ流出し、話題となっていた曲。ゆったりとした切ないミドルナンバー。作った気がしないほど簡単に出来上がり、達成感は全くなかったとのこと。ボーカルもほぼデモテープのものを使用している[3]。
4. テイキング・マイ・マネー・バック - Taking My Money Back
5. ディス・ワン (クライング・ライク・ア・チャイルド) - This One (Crying Like A Child)
6. オートマティック・パートII  - Automatic Part II
タイトルは最後につけたもの。これは「宇多田ヒカル」も「Utada」も意識して区別される曲づくりをしていない、どちらも同じ1つのものだということを示したかったという意図からきている。
アルバムの全体を繋ぐインタールードのような楽曲で、同時に前述のとおり「宇多田ヒカル」と「Utada」の2つをまとめ上げたような曲にもなっていると述べている[3]。
『Automaticの続編ではなく、パロディーという感じ』語っている。[4]。
7. ダーティー・デザイア - Dirty Desire
2010年1月～2月にハワイ、北米、ロンドンで開催されるUtada初の海外ツアーに合わせ、セカンド・シングルとしてDJ Mike Rizzo、Razor 'n' Guido等のリミックスにより配信限定シングルとして12月21日にリリース（アメリカ限定）。
8. ポッピン - Poppin'
仮タイトルは「オースティン・パワーズ・ソング」[3]。
9. カム・バック・トゥ・ミー - Come Back To Me
アルバムからの1stシングルで、日米リード・トラック。音楽配信は2月10日にアメリカのiTunes Store、Amazon.comでスタート。
ラジオで聞いたときに耳当たりのいいキャッチーさと心に残る深さの2つを兼ね備えるような曲にしたかったという。その点では「宇多田ヒカル」名義で前年リリースされた『HEART STATION』と方向性が共通している。こんなにポップな曲がかけるんだぜ!ということも示したかったと語った。
PVはアンソニー・マンドラーが監督を務める。PVのメイクは日本人を起用しており、それについて本人も気に入ったようで、「このかわいい人は誰?（笑）」と冗談半分に語っている。
ビルボードのHot 100 Airplayでは最高位69位を獲得（4/11付、日本人最高記録）。また、アメリカでビルボードと並ぶ権威を誇るラジオ&レコーズのリズミックチャートで同じく日本人最高の39位を発売日までに記録している。
10. メ・ムエロ - Me Muero
スペイン語で「死んじゃいそう」。ラテン調の楽曲で、このアルバムの中でUtadaが一番気に入っており、ふざけているが同時に洗練されていて他の曲にはない気持ちにさせると語っている。Stargateはこの曲の「ベッドに寝そべってゴディバのチョコレートを食べる」という歌詞が気に入っていると言う。

## 収録曲
日本版と海外版では収録順が異なっている。また、日本版、アメリカ版にはそれぞれ別のボーナストラックが収録されている。特にアメリカ版のボーナストラックには、宇多田ヒカル名義でCOLORSのカップリングに収録された「Simple and Clean」や、「Passion」の英語版で、版権の関係から今までCD音源化されていなかった「Sanctuary」といった、ゲーム「キングダム ハーツ」シリーズで使用されたことによる海外での知名度の高い楽曲が収録された。

### 日本版
| #   | タイトル                               | 作詞・作曲                                    | プロデューサー                | 時間 |
| --- | -------------------------------------- | --------------------------------------------- | ----------------------------- | ---- |
| 1.  | 「On and On」                          | Utada, S.Hall, C.Tricky Stewart               | C.Tricky Stewart, Sean K.     | 3:17 |
| 2.  | 「Merry Christmas Mr. Lawrence - FYI」 | Utada, M.S. Eriksen, T.E. Hermansen, 坂本龍一 | Stargate                      | 3:49 |
| 3.  | 「Apple and Cinnamon」                 | Utada, Eriksen, Hermansen                     | Stargate                      | 4:38 |
| 4.  | 「Taking My Money Back」               | Utada, Stewart                                | Stewart                       | 3:12 |
| 5.  | 「This One (Crying Like a Child)」     | Utada, Eriksen, Hermansen                     | Stargate                      | 4:30 |
| 6.  | 「Automatic Part II」                  | Utada, S.Hall, Stewart                        | Stewart, Sean K., Kuk Harrell | 3:00 |
| 7.  | 「Dirty Desire」                       | Utada, Stewart                                | Stewart, Kuk Harrell          | 3:51 |
| 8.  | 「Poppin'」                            | Utada, Eriksen, Hermansen                     | Stargate                      | 3:31 |
| 9.  | 「Come Back to Me」                    | Utada, Eriksen, Hermansen                     | Stargate                      | 3:56 |
| 10. | 「Me Muero」                           | Utada, Eriksen, Hermansen                     | Stargate                      | 3:25 |

| #   | タイトル                                                   | 作詞 | 作曲・編曲 | リミキサー                 | 時間 |
| --- | ---------------------------------------------------------- | ---- | ---------- | -------------------------- | ---- |
| 11. | 「Come Back to Me」(Seamus Haji & Paul Emanuel Radio Edit) |      |            | Seamus Haji & Paul Emanuel | 4:03 |
| 12. | 「Come Back to Me」(Quentin Harris Radio Edit)             |      |            | Quentin Harris             | 4:23 |

### 海外版
| #   | タイトル                               | 作詞 | 作曲・編曲 | 時間 |
| --- | -------------------------------------- | ---- | ---------- | ---- |
| 1.  | 「Come Back to Me」                    |      |            | 3:56 |
| 2.  | 「Me Muero」                           |      |            | 3:25 |
| 3.  | 「Merry Christmas Mr. Lawrence - FYI」 |      |            | 3:49 |
| 4.  | 「Apple and Cinnamon」                 |      |            | 4:38 |
| 5.  | 「Taking My Money Back」               |      |            | 3:12 |
| 6.  | 「This One (Crying Like a Child)」     |      |            | 4:30 |
| 7.  | 「Automatic Part II」                  |      |            | 3:00 |
| 8.  | 「Dirty Desire」                       |      |            | 3:51 |
| 9.  | 「Poppin'」                            |      |            | 3:31 |
| 10. | 「On and On」                          |      |            | 3:17 |

| #   | タイトル               | 作詞・作曲 | プロデューサー | 時間 |
| --- | ---------------------- | ---------- | -------------- | ---- |
| 11. | 「Simple and Clean」   | Utada      | Akira Miyake   | 5:03 |
| 12. | 「Sanctuary」(Opening) | Utada      | Akira Miyake   | 4:25 |
| 13. | 「Sanctuary」(Closing) | Utada      | Akira Miyake   | 5:58 |

## チャート
| チャート                                         | 最高 順位 |
| ------------------------------------------------ | --------- |
| オリコン ウィークリーチャート                    | 3         |
| オリコン インターナショナル・アルバム            | 1         |
| 台湾 インターナショナル                          | 5         |
| 台湾 Western                                     | 2         |
| U.S. Billboard Billboard 200                     | 69        |
| U.S. Billboard Top Heatseekers                   | 6         |
| U.S. Billboard Top Heatseekers (Pacific)         | 2         |
| U.S. Billboard Top Heatseekers (Middle Atlantic) | 3         |
| U.S. Billboard Comprehensive Albums              | 71        |
| U.S. Billboard Top Internet Albums               | 17        |

## リリース日一覧
| 地域           | リリース日                  |
| -------------- | --------------------------- |
| 日本           | 2009年3月14日（パッケージ） |
| 日本           | 2009年3月14日（デジタル）   |
| カナダ         | 2009年3月24日（デジタル）   |
| カナダ         | 2009年5月12日（パッケージ） |
| 韓国           | 2009年3月24日               |
| 香港           | 2009年3月24日               |
| 台湾           | 2009年3月24日               |
| タイ           | 2009年4月2日                |
| アメリカ合衆国 | 2009年3月24日（デジタル）   |
| アメリカ合衆国 | 2009年5月12日（パッケージ） |